# Nomentano (quartiere)

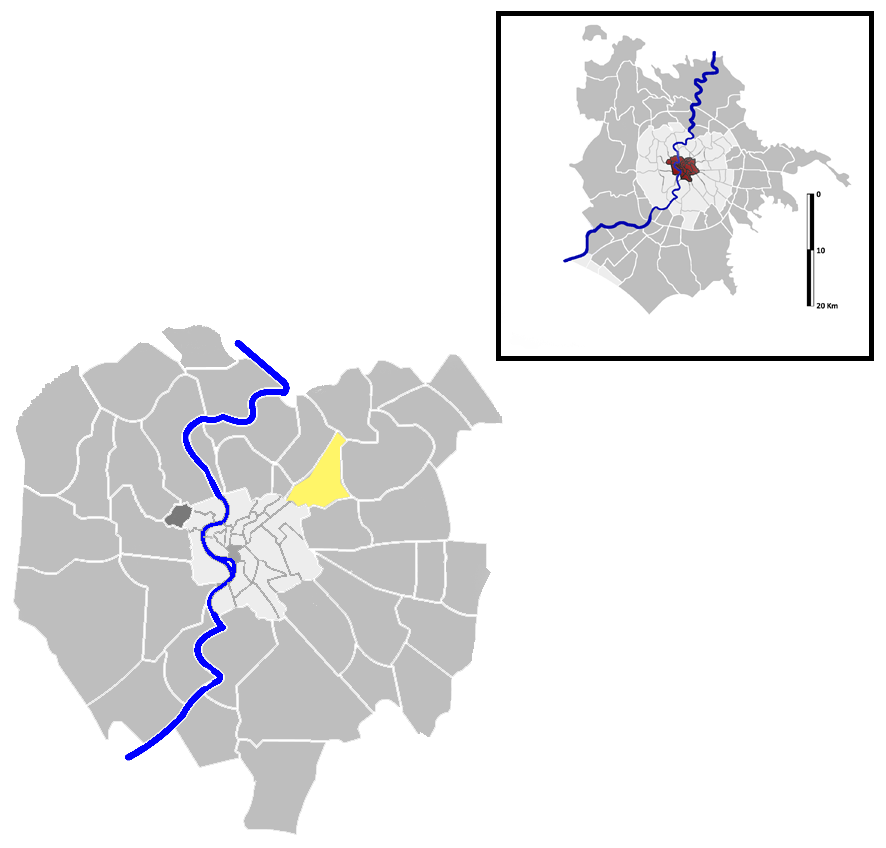
Quartiere Nomentano

Nomentano é o quinto quartiere de Roma e normalmente indicado como Q. V. Este mesmo topônimo indica a zona urbana 3A do Municipio Roma II da região metropolitana de Roma Capitale. Chamado extraoficialmente também de Nomentano-Italia, seu nome é uma referência à via Nomentana.

## Geografia

Brasão do Quartiere Nomentano.

O quartiere Nomentano fica a nordeste de Roma e encostado na Muralha Aureliana. Seu território tem o formato de um triângulo irregular e está sobre um local de terreno ondulado. Suas fronteiras são:
- a noroeste está o Q. IV Salario, separado pela Via Nomentana no trecho entre a Piazzale di Porta Pia e a Viale Regina Margherita, e o Q. XVII Trieste, separato também pela Via Nomentana, mas no trecho entre a Viale Regina Margherita até a Tangenziale Est.
- a leste está o Q. XXI Pietralata, separado pela Tangenziale Est, da Via Nomentana até a Via Tiburtina.
- ao sul está o Q. VI Tiburtino, separado pela Via Tiburtina no trecho entre a Tangenziale Est até a Via del Castro Laurenziano, pela Via del Castro Laurenziano e pela Viale dell'Università até a Muralha Aureliano (Viale Castro Pretorio);
- a sudoeste está o rione Castro Pretorio, separado pela Muralha Aureliana (Viale Castro Pretorio e Viale del Policlinico) no trecho entre a Viale dell'Università e a Piazzale di Porta Pia.

## História
O quartiere Nomentano está entre os quinze primeiros quartieri criados em 1911 e oficialmente instituídos em 1921. O desenvolvimento imobiliário da região começou no final do século XIX e início do século XX e o principal exemplo desta época é o Policlinico Umberto I, terminado em 1902.
A região passou depois por um forte desenvolvimento, sobretudo como zona residencial, durante o regime fascista e na década seguinte à Segunda Guerra Mundial, período no qual o território todo foi rapidamente ocupado.
Durante a Segunda Guerra, o quartiere Nomentano foi bombardeado por parte das forças aliadas, em particular em 14 de março de 1944, o terceiro maior ataque sofrido pela capital italiana por tonelagem de explosivos e pelo número de vítimas. Contudo, o rápido desenvolvimento urbano no pós-guerra apagou completamente as marcas deste ataque. A região também foi marcada pelas tensões decorrentes das leis raciais fascistas, pois há na região uma grande comunidade judaica vivendo nas imediações da Piazza Bologna, com uma sinagoga na Via Padova.

### Brasão
A descrição oficial do brasão de Nomentano é: de or um monte (Monte Sacro) vert com ponte sob o Aniene de argento

## Monumentos e vias
- Monumento ai caduti della Guardia di Finanza[2]
- Piazza Bologna
- Porta Clausa
- Porta Pia
- Via Nomentana
- Via Tiburtina Valeria

### Antiguidades romanas
- Catacumba de Santo Hipólito
- Catacumba de São Nicomedes
- Catacumba da Villa Torlonia
- Mausoléu de Tor di Quinto (localização original)

## Edifícios

### Palácios evillas
- Casa ICP Sant'Ippolito II (Tiburtino II), dita "Casa del Sole"[3]
- Ufficio postale Nomentano (Piazza Bologna)
- Palazzi Federici[4]
- Palazzo del Ministero delle infrastrutture e dei trasporti
- Palazzina Piacentini
- Villino Amelung
- Villa Blanc
- Villa Bolognetti
- Villino Caudo-Crivelli
- Villa Mirafiori
- Villa Massimo
- Villino Nast-Kolb
- Villa Patrizi
- Villa Torlonia
- Villino Ximenes (Piazza Galeno)
- Villino Wille (Via Andrea Cesalpino)

### Outros edifícios
- Accademia tedesca Villa Massimo
- Biblioteca Nazionale Centrale
- Cinema Jolly[5]
- Città del Sole[6]
- Batteria Nomentana
- Caserma Castro Pretorio
- Caserma Piave
- Museo parigino a Roma
- Notre Dame des Oiseaux (Rome)
- Policlinico Umberto I

### Igrejas
- Sant'Angela Merici
- Corpus Domini al Nomentano
- Santa Francesca Cabrini
- San Giuseppe a Via Nomentana
- Sant'Ippolito
- Nostra Signora del Santissimo Sacramento e Santi Martiri Canadesi
- Sant'Orsola
- Santi Sette Fondatori

Demolidas
- Natività di Maria a Villa Bolognetti